# Maurice Wollecamp
Maurice, Lucien, baron Wollecamp, né le 3 juin 1927 à Heule et mort le 23 février 1997 fut un administrateur de sociétés.
Il fut ingénieur commercial.

## Mandats
- Président du CA de la banque Paribas Belgique
- président de la Croix-Rouge de Belgique (Communauté flamande)
- président du Comité de gestion des Universitaire Ziekenhuizen Leuven
- administrateur de la KUL
- administrateur et membre du comité de direction du VEV
- président de la Fondation Médicale Reine Élisabeth
- administrateur de la Fondation Reine Paola
- administrateur des Special Olympics Belgium

## Distinctions
- doyen d'honneur du Travail
- chevalier de l'ordre de Léopold
- chevalier de l'ordre de la Couronne
- chevalier de la Légion d'honneur

Il fut élevé au rang de baron en 1995 par SM le roi Albert II de Belgique. Sa devise est Altere Vivere.

## Sources
- Lettres patentes de Noblesse, 1993-2000, 2001, Éd. Racine,  (ISBN 28-738-62718).